# Giuseppe Fonseca Chavez
Giuseppe Fonseca Chavez (Napoli, 1742 – Napoli, 1808) è stato un generale italiano.
Ispettore generale di brigata dell'artiglieria del Regno di Napoli.

## Biografia
A seguito della conquista del Regno di Napoli da parte delle truppe francesi, fu coinvolto nel riordino delle forze armate napolitane. In particolare, ad un suo progetto si deve la riapertura del collegio militare della Nunziatella, sede della scuola di artiglieria. Tale progetto, richiestogli dal ministro André-François Miot e presentato il 10 maggio 1806, proponeva il ritorno al modello dell'istituto unico di reclutamento per le quattro armi in vigore prima del 1799..